# لاکتوسین
لاکتوسین (به انگلیسی: Lactucin) با فرمول شیمیایی C۱۵H۱۶O۵ یک ترکیب شیمیایی با شناسه پاب‌کم ۸۲۱۳۸۳ است. که جرم مولی آن ۲۷۶٫۲۸ g/mol می‌باشد. شکل ظاهری این ترکیب، جامد بلوری سفید است.